# Dharangaon
Dharangaon là một thành phố và là nơi đặt hội đồng đô thị (municipal council) của quận Jalgaon thuộc bang Maharashtra, Ấn Độ.

## Địa lý
Dharangaon có vị trí 21°01′B 75°16′Đ / 21,02°B 75,27°Đ Nó có độ cao trung bình là 213 mét (698 feet).

## Nhân khẩu
Theo điều tra dân số năm 2001 của Ấn Độ, Dharangaon có dân số 33.618 người. Phái nam chiếm 51% tổng số dân và phái nữ chiếm 49%. Dharangaon có tỷ lệ 66% biết đọc biết viết, cao hơn tỷ lệ trung bình toàn quốc là 59,5%: tỷ lệ cho phái nam là 74%, và tỷ lệ cho phái nữ là 57%. Tại Dharangaon, 13% dân số nhỏ hơn 6 tuổi.